# Batis menuda
La batis menuda (Batis perkeo) és un ocell de la família dels platistèirids (Platysteiridae).

## Hàbitat i distribució
Habita àrides estepes amb acàcies de l'extrem sud-est del Sudan, nord-est d'Uganda, sud i est d'Etiòpia, sud de Somàlia, nord i nord-est de Kenya i extrem nord-est de Tanzània.